# Cayaponia racemosa
Cayaponia racemosa är en gurkväxtart som först beskrevs av P. Mill., och fick sitt nu gällande namn av Célestin Alfred Cogniaux. Cayaponia racemosa ingår i släktet Cayaponia och familjen gurkväxter. Inga underarter finns listade i Catalogue of Life.